# Su Putzu
Die heilige Quelle von Su Putzu liegt südöstlich von Orroli in der Metropolitanstadt Cagliari auf Sardinien. Sie ist nicht zu verwechseln mit Putzu sacru de Sant'Anastàsia von Sardara.
Die heilige Quelle (italienisch Pozzo sacro) liegt in der Nuraghensiedlung (italienisch Villaggio nuragico) Su Putzu, südwestlich der Nuraghe Arrubiu.
Die teilweise erhaltene Tholos über der Quelle hat eine Resthöhe von etwa 4,0 m, einen Durchmesser von 2,4 m sowie teilweise erhaltene Stufen. Das Denkmal und die Siedlung aus Rundhütten, von denen einige miteinander verbunden und einige in einem guten Zustand sind, stammen wahrscheinlich aus der späten Bronzezeit.